# Mongolblatta sanguinea
Mongolblatta sanguinea  (лат.) — ископаемый вид тараканов рода Mongolblatta из семейства Mesoblattinidae. Меловой период (барремский ярус, 129—125 млн лет). Россия: Забайкальский край (Чита, Черновские Копи, 52,0° N, 113,2° E). Размер надкрылий 8,0×3,3 мм. Радиальная жилка с 14 ветвями. Жилка Sc разветвлённая. Анальная жилка простая.
Вид был впервые описан по отпечаткам в 2014 году словацким энтомологом П. Барной (Peter Barna; Geological Institute, Slovak Academy of Sciences, Братислава, Словакия) вместе с Rhipidoblattina lacunata, Blattula discors, Archimesoblatta kopi, Rhipidoblatta grandis и другими новыми ископаемыми видами. Близок к вымершему виду Mongolblatta accurata Vršanský, 2004 (первому ранее описанному из Монголии виду рода Mongolblatta Vršanský, 2004, который немного крупнее, длина надкрылий 10 мм, максимальная ширина — 3,9 мм), отличаясь своими более мелкими размерами. Видовое название M. sanguinea дано по признаку красноватой окраски крыльев.